# Apuí
Apuí is een gemeente in de Braziliaanse deelstaat Amazonas. De gemeente telt 18.597 inwoners (schatting 2009).
De gemeente grenst aan Manicoré, Humaitá, Novo Aripuanã en aan de staten Mato Grosso en Pará.